# Delta Bootis
Delta Bootis (Kurzform δ Boo, Flamsteed-Bezeichnung 49 Bootis) ist der vierthellste Stern im Bärenhüter. Er stellt die linke Schulter des mythologischen Hirten Bootes dar, auf manchen Himmelsgloben auch seinen Hirtenstab.
Der Stern 3. Größe hat Spektralklasse G8. Er ist 117 Lichtjahre von uns entfernt und ist ein Doppelstern, der schon im Feldstecher deutlich trennbar ist: Winkeldistanz ca. 105", Helligkeiten 3,5 und 8 mag.